# Lionel Cranfield Sackville
Lionel Cranfield Sackville (18 janvier 1688 – 10 octobre 1765), 7e comte puis 1er duc de Dorset, est un dirigeant politique anglais et lord-lieutenant d'Irlande.

## Biographie
Lionel est le fils de Charles Sackville, 6e comte de Dorset, et de Mary Compton Sackville. Il épouse Elizabeth Colyear, fille du général Walter Colyear, en janvier 1709. Parmi leurs fils on compte Lord John Philip et George Germain, vicomte de Sackville.
Lord Sackville fut à deux reprises représentant du roi (lord-lieutenant) en Irlande, de 1731 à 1737 puis de 1751 à 1755.

## Sources
- (en) Cet article est partiellement ou en totalité issu de l’article de Wikipédia en anglais intitulé « Lionel Sackville, 1st Duke of Dorset » (voir la liste des auteurs).